# Hofstaat des Großherzogs von Baden

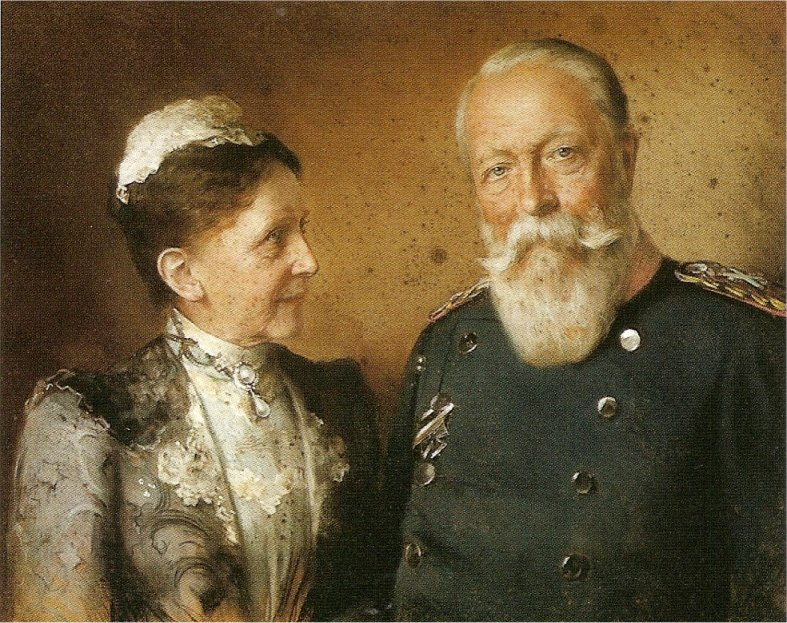
Friedrich I. und Luise von Baden, 1902. Gemälde von Hanns Fechner

Der Hofstaat des Großherzogs von Baden umfasste von 1806 bis 1918 die Hofbediensteten und die Hofhaltung des Großherzoglichen Hauses in Baden.

## Hofstaat
Die Hofbediensteten des Hofstaates unterschieden sich in Hofbeamte und Hofdiener, die alle für einen Haushalt notwendigen Aufgaben verrichteten. Die Hofbeamten waren einerseits die besoldeten Inhaber der Hofämter, die mit Verwaltungs- und Organisationsaufgaben betraut sind, und andererseits die Inhaber von Ehrendiensten, wie Hofdamen, Kammerherren und Kammerjunker. In der Mitte des 19. Jahrhunderts setzte sich der Hofstaat des Großherzoglichen Hauses, das sind der Großherzog und die Großherzogin mit ihren Kindern (Prinzen) sowie die Familien seiner Geschwister, aus mehr als 500 Bediensteten zusammen. Dazu kamen die 200 Mitglieder des Hoftheaters in Karlsruhe. Für die Hofhaltung mussten die Schlösser in Karlsruhe (Residenz), Mannheim, Baden-Baden, Bruchsal, Rastatt und Schwetzingen unterhalten werden.

## Gliederung des badischen Hofstaates
Wenn nicht anders in Klammern vermerkt, wurde die Stelle von einer Person besetzt. Die Aufzählung beginnt mit dem höchsten und endet mit dem niedrigsten Rang innerhalb der einzelnen Kategorie des Hofstaates.

### Großherzog
Die Oberhof- und Hofchargen setzten sich zusammen aus Großhofmeister, Oberhofmarschall, Vizeoberstkammerherr und Intendant der Hofdomänen, Vizeoberststallmeister, Hofmarschall, Hoftheaterintendant, Zeremonienmeister und Reisestallmeister.
Der Oberhofverwaltungsrat setzte sich zusammen aus einem Präsidenten und drei weiteren Mitgliedern sowie einem Ministerialrat, einem Hofkammerrat und vier Kanzlisten. Diesem Oberverwaltungsrat unterstand die Hofrechnungskammer mit drei Kanzlisten, das Hofzahlamt mit einem Kassierer und einem Buchhalter. Ebenso unterstanden ihm die Hofkirche mit Hofprediger, Hofdiakon, Hoforganist und Hofmeßner. Weiterhin das Hofmedizinalwesen mit Leibärzten (3), Hofzahnärzten (2) und einem Hofchirurgen. Ebenso die Hofbibliothek, Sammlungen und Hofkünstler mit Oberbibliothekar, zwei Bibliothekaren, einem Aufseher des Naturalienkabinetts. Weiterhin einem Galeriedirektor, Galerieinspektor, Hofmaler (8) und Hofkupferstecher.
Das Oberstkammerherrenamt setzte sich zusammen aus einem Vizeoberstkammerherr, Kammerherren (108), Kammerjunkern (24) und Hofjunkern (15), die in einer hierarchischen Ordnung standen.
Das Oberhofmarschallamt setzte sich zusammen aus Oberhofmarschall, Hofmarschall, Sekretär und weiteren niederen Chargen. Ihm unterstand der Hofdienst mit dem geheimen Kämmerer, Leibkammerdiener, Kammerdiener, Büchsenspanner, Kammerhusar, Hoflakai (21), Hoffourier (2), Hofoffiziant (9) und Heiducken (2). Ihm unterstand die Silberkammer mit Silberverwalter und Silberdiener, die Beschließerei mit drei Oberbeschließerinnen, die Küchenmeisterei mit der Kellerei, der Konditorei und dem Holzmagazin. Ebenso die Schlossverwaltung für die oben angeführten Schlösser, die aus dem Schlossverwalter, Hausmeister, Aufseher und Aufseherinnen, Schlosswächtern und Schlossknechten bestand.
Das Oberstallmeisteramt setzte sich zusammen aus Vizeober- und Reisestallmeister, Stallmeister (3), Bereiter, Hoftierarzt, Sekretär, Offizianten (6) und Stalldienern (38).
Die Intendanz der Hofdomänen setzte sich zusammen aus dem Intendanten, ihm unterstanden: Die Hofgärtnerei mit Gartendirektor, Hofküchengärtner, Hofgärtner (4), Gartenaufseher und Obergärtner in Baden-Baden, Ettlingen, Mannheim und Schwetzingen. Ebenso unterstanden ihm das Hofforst- und Jagdwesen mit dem Hofforstmeister, zwei Bezirksförstern in Eggenstein und Friedrichstal, Hofforstamtsgehilfe, Oberjäger und weiterem Forstpersonal. Dem Intendanten unterstand auch das Hofbauwesen mit Hofbaumeister und Hofbaukondukteur.
Der Intendanz der Hofkapelle und des Hoftheaters unterstanden folgende Personen: Kapellmeister, Musikdirektor, Orchesterdirektor, Hofmusiker (41) und eine Harfenspielerin. Beim Hoftheater waren dies: Regisseur, Inspizient, 24 männliche und 12 weibliche Mitglieder der Oper und des Schauspiels, Souffleure (2), Chorsänger (20), Chorsängerinnen (20), Ballettmeister, Solotänzerin, Tänzerinnen (16), Maschinist, Theatermeister, Garderobier (2), Kassiererin und weiteres Dienstpersonal.

### Großherzogin
Der Großherzogin standen folgende Personen zur Verfügung: Oberhofmeisterin, zwei Hofdamen, Kammerherr, zwei Kammerfrauen, zwei Kammer- und Hoflakaien und eine Garderobenfrau.

### Großherzogliche Prinzen und Prinzessinnen
Diesen standen je nach Bedarf zur Verfügung: Erzieher, Kinderfrau, Kammerfrau, Kammerdiener und weitere männliche und weibliche Diener.

### Brüder des Großherzogs
Ihnen standen zu Diensten: Kammerherr, Verrechner, Haushofmeister, Offiziant und weiteres männliches Dienstpersonal (13). Deren Ehegattinen standen zur Verfügung: Hofdame, Kammerfrau, Gouvernante, Lehrerin, Kindsfrau, Beschließerin und weiteres weibliches Dienstpersonal (7).

### Witwen des Großherzogs
Diesen standen zu Diensten: Hofdame, Kammerherr, Aumônier, Hofökonomierat, Haushofmeister, Offizianten (8), Kammerfrau, Schreibgehilfe und weiteres Dienstpersonal.